# Seznam krajev Unescove svetovne dediščine v Iraku
Svetovna dediščina Organizacije Združenih narodov za izobraževanje, znanost in kulturo (UNESCO) je pomembna za kulturno ali naravno dediščino, kot je opisano v Unescovi konvenciji o svetovni dediščini, ustanovljeni leta 1972. Irak je konvencijo sprejel 5. marca 1974, zaradi česar so njegova zgodovinska mesta upravičena do vključitve na seznam; od leta 2019 je vključenih šest lokacij v Iraku.
Prvo mesto v Iraku, Hatra, je bilo vpisano na seznam na 9. zasedanju Odbora za svetovno dediščino, ki je potekalo v Parizu v Franciji leta 1985. Ašur (Qal'at Sherqat) je bil leta 2003 vpisan kot drugo najdišče, leta 2007 pa mu je sledilo arheološko najdišče Samara. Citadela v Arbilu in Ahvar v južnem Iraku sta bila dodana na seznam leta 2014 oziroma 2016, pri čemer je bila slednja prva mešana lastnina v Iraku. Kasneje je bil leta 2019 dodan Babilon.
Od leta 2024 so tri od petih znamenitosti uvrščene na Unescov seznam ogrožene svetovne dediščine. Ašur (Qal'at Sherqat) je bil dodan na seznam leta 2003, istega leta, ko je bil vpisan kot območje svetovne dediščine, zaradi skrbi, da bi projekt jezu lahko delno poplavil območje; medtem ko je bil projekt medtem ustavljen, lokacija ostaja na seznamu zaradi pomanjkanja zaščite. Podobno je bilo arheološko mesto Samara uvrščeno na seznam istočasno z njegovim vpisom na seznam svetovne dediščine leta 2007, saj oblasti od izbruha iraške vojne niso mogle ustrezno upravljati in ohraniti mesta. Hatra je bila leta 2015 vpisana na seznam zaradi poročil o obsežnem uničenju s strani Islamske države Iraka in Levanta.

## Svetovna dediščine
Tabelo lahko razvrstite po stolpcu s klikom na vrhu ustreznega stolpca ; alfanumerično za stolpce mesto, območje in leto; po državi pogodbenici za stolpec Lokacija; in po vrsti kriterija za stolpec Kriteriji. Čezmejna mesta so razvrščena na dnu.
mesto; poimenovana po uradni oznaki Odbora za svetovno dediščino
lokacija; na ravni mesta, regije ali pokrajine in geokoordinat
kriteriji; kot jih je opredelil Odbor za svetovno dediščino
površina; v hektarjih in hektarjih. Če je na voljo, je bila zabeležena tudi velikost varovalnega pasu. Vrednost nič pomeni, da UNESCO ni objavil nobenih podatkov
leto; med katerim je bilo območje vpisano na seznam svetovne dediščine
Opis; kratke informacije o mestu, vključno z razlogi za opredelitev kot ogroženo območje, če je primerno
| Mesto                                                                                        | Slika | Lokacija                                                         | Kriteriji                   | Površina ha | Leto | Opis |
| -------------------------------------------------------------------------------------------- | ----- | ---------------------------------------------------------------- | --------------------------- | ----------- | ---- | --- |
| Ašur (Qal'at Šarqat)                                                                         |       | Saladin (guvernat) 35°27′32″N 43°15′35″E / 35.45889°N 43.25972°E | Kulturno: (iii)(iv)         | 70 ha       | 2003 | Ašur ob Tigrisu izvira iz 3. tisočletja pred našim štetjem in je bil prva prestolnica Asirskega cesarstva in versko središče Asircev. Potem ko so ga uničili Babilonci, je bilo mesto na kratko oživljeno v partskem obdobju.                       |
| Citadela v Arbilu                                                                            |       | Erbil (guverna) 36°11′28″N 44°00′33″E / 36.19111°N 44.00917°E    | Kulturno: (iv)              | 16 ha       | 2014 | Citadela v Arbilu, ki stoji na vrhu tela v iraškem Kurdistanu in gleda na mesto Arbil, predstavlja tipičen primer urbanističnega načrtovanja iz osmanskega obdobja. Poleg utrdb iz 19. stoletja so na tem mestu tudi ostanki iz asirskega obdobja.  |
| Hatra                                                                                        |       | Nineve (guverna) 35°35′17″N 42°43′06″E / 35.58806°N 42.71833°E   | Kulturno: (ii)(iii)(iv)(vi) | 324 ha      | 1985 | Utrjeno partsko mesto Hatra se je v 2. stoletju uprlo večkratnim napadom Rimskega cesarstva. Njegova arhitektura odraža tako helenistične kot rimske vplive.                                                                                        |
| Arheološko najdišče Samara                                                                   |       | Saladin (guverna) 34°20′28″N 43°49′25″E / 34.34111°N 43.82361°E  | Kulturno: (ii)(iii)(iv)     | 15.058 ha   | 2007 | Islamsko mesto Samara, ki je ob Tigrisu, je bilo glavno mesto Abasidskega kalifata. Vsebuje dve največji mošeji in več največjih palač v islamskem svetu, poleg tega pa je eden najboljših primerov urbanističnega načrtovanja iz obdobja Abasidov. |
| Ahvar v južnem Iraku Zatočišče biotske raznovrstnosti in reliktna krajina mezopotamskih mest |       | 31°33′44″N 47°39′28″E / 31.56222°N 47.65778°E                    | Mešano: (iii)(v)(ix)(x)     | 211.544 ha  | 2016 | Je v južnem Iraku in vsebuje tri mesta sumerskega izvora, in sicer Uruk, Ur in Eridu, poleg štirih mokrišč v iraškem močvirju. |
| Babilon                                                                                      |       | Babilon (guverna) 32°32′11″N 44°25′15″E / 32.53639°N 44.42083°E  | Kulturno: (iii)(vi)         | 1054,3 ha   | 2019 | Babilon, nekdanja Hamurabijeva prestolnica, je med vladavino Nebukadnezarja II. postal največja naselbina v starodavni Mezopotamiji. |

## Poskusni seznam
Poleg območij, ki so vpisana na seznam svetovne dediščine, lahko države članice vodijo seznam začasnih območij, ki jih lahko upoštevajo pri nominaciji. Nominacije za seznam svetovne dediščine so sprejete samo, če je bilo območje predhodno navedeno na poskusnem seznamu.[17] Od leta 2014 je Irak na svojem poskusnem seznamu navedel enajst nepremičnin: [18] As of 2014, Iraq lists eleven properties on its tentative list:
1. Romarske poti hadža: Darb Zubaydah; Glavne zgodovinske romarske poti, ki so med uporabo pustile pomembne ostanke, popolnoma ustrezajo pojmu transnacionalne serije. Darb Zubaydah, ki povezuje iraško mesto Kufa z Meko, priča o namenskih in ambicioznih naložbah v infrastrukturo, ki ustrezajo zgodovinski kulturni poti izjemne univerzalne vrednosti.
2. Citadela Kirkuk je v središču mesta Kirkuk in velja za enega najstarejših mestnih delov mesta in je znana od sredine 2. tisočletja pred našim štetjem kot "citadela mesto Beni Shilwa«.
3. Tempelj Lališ stoji v okrožju Šeikhan v guvernatu Ninive, velja za glavni tempelj vere Jazidov, ki je v arabskih virih znana kot (Jazidis); kupole nad višinami, ki se raztezajo na obeh straneh svete doline, so med njimi porazdeljene slike in prizori, ki govorijo in nam posredujejo različne zgodbe in vsaka zgodba ima zgodovinsko in versko ozadje, povezano z jezidsko vero.
4. Staro mesto Mosul; staro mesto je na zahodnem bregu reke Tigris nasproti arheoloških ostankov starodavnega asirskega mesta Ninive ter mošeje in svetišča Nabi Younis (Jonova grobnica).[19]
5. Nipur; Najdišče Nippur (Nuffar) v iraški regiji Srednjega Evfrata v provinci Kadisija obsega skupino arheoloških gomil (tells), največja je visoka 25 m, in ostanke dna kanala (Šat el-Nil). Razprostira se na 168,4 ha v mezopotamski nižini, v mezopotamskih časih pa je mesto ležalo ob Evfratu. Nipur je igral pomembno vlogo pri razvoju najzgodnejše civilizacije na svetu.[20]
6. Neolitska naselbina Bestansur; Arheološko najdišče Bestansur, ki predstavlja eno najzgodnejših zgrajenih naselij na svetu, je edinstveno potrdilo o življenjsko pomembnem obdobju v kulturni dediščini Iraka, Bližnjega vzhoda in sveta.[21]
7. Al-Rusafa, Irak: Zgodovinske značilnosti reke Tigris v Bagdadu Rusafa, ki se razteza od šole Al-Mustansiriya do palače Abasidov: Bagdadsko okrožje Rusafa vsebuje veliko kulturno dediščino iz obdobja Abasidov, vključno z univerzo Al-Mustansiriya in Abasidi Palača.[22]
8. Amadija:enemu najstarejših mest na svetu, so zaporedoma vladali Medijci, Asirci, Parti in muslimani.[23]
9. Pokopališče Vadi-us-Salaam v Nadžafu: Pokopališče v Najafu je med največjimi na svetu, vsebuje posmrtne ostanke Alija ibn Abi Taliba in ga muslimani obravnavajo kot svetega.[24]
10. Ezekielova grobnica: Najdišče Thilkifl je mesto, ki naj bi bilo tradicionalno pokopališče Ezekiela. Vsebuje svetišče preroka, tržnico iz osmanskega obdobja in številne kane.[25]
11. Nimrud: starodavno mesto je veljalo za drugo prestolnico Asirije.[26]
12. Ninive: Ninive so bile eno najpomembnejših kulturnih središč v antiki in nekdanja prestolnica Novoasirskega cesarstva.[27]
13. Trdnjava Al-Ukhaidir: Edinstveno oblikovana trdnjava, zgrajena v 8. stoletju, je bila pomembna postaja na regionalnih trgovskih poteh.[28]
14. Vasit: Vasit, ustanovljen v poznem 7. stoletju, je bil regionalno upravno središče.[29]
15. Ur: Mesto je bilo pomembno sumersko mesto-država v starodavni Mezopotamiji, ki ga je zaznamoval ugleden Urski zigurat..[30]
16. Mezopotamsko močvirje: Močvirja okoli sotočja Tigrisa in Evfrata so pokrivala obsežno območje v južnem Iraku in so bila dom na stotine tisočev, preden so bila od 1950-ih postopoma izsušena in se pod Sadamom Huseinom dramatično zmanjšala.[31]